# Bouillon (Belgien)
Bouillon (deutsch selten/ungebräuchlich Beulen, auch Bulen) ist eine Gemeinde mit 5377 Einwohnern (Stand 1. Januar 2024) im Südosten von Belgien in der Wallonischen Region, direkt an der französischen Grenze.
Die Stadt liegt am Ufer der Semois (deutsch Sesbach) in den Ardennen (die Ardennen sind der Westteil des Rheinischen Schiefergebirges). Das Ortsbild wird von der gleichnamigen Burg beherrscht.

## Geschichte
Die Ortsgeschichte Bouillons ist kaum erforscht, und um die Titel des im ausgehenden 11. Jahrhunderts aufstrebenden Adelsgeschlechtes streiten sich die Historiker. Im Besitzverzeichnis des nächstgelegenen Klosters Stavelot, das einige Orte der Umgebung (z. B. Wellin) enthält, kommt Bouillon nicht vor. Im Jahr 977 verfügt Kaiser Otto II., dass Graf Gottfried die Burg Bouillon erhält (Regesta Imperii II,2,742a). 1069 ist Bouillon Ausstellungsort einer Urkunde, in der dem Kloster Gorze die Kirche von Stenay (Dep. Meuse) geschenkt wird („Actum Bullioni  ... Signum Godefridi ducis“, gedruckt im „Cartulaire de l´abbaye de Gorze“ unter der Nummer 138). 1085 schenkt König Heinrich IV. Güter in Stenay dem Bischof von Verdun. Diese Schenkung, so heißt es im Kommentar dazu, blieb aber wirkungslos, da sich Gottfried von Bouillon (hier ohne Titel) „des Ortes bemächtigte“ (Regesta Imperii III,2,3,1201). 1089 übertrug König Heinrich IV. das Herzogtum Niederlothringen an Gottfried von Bouillon, hier auch „Markgraf von Antwerpen“ genannt (Regesta Imperii III,2,3,1298). Welche Titel dieser Godefrid oder Gottfried auch hatte, er verlor sie 1100 mit seinem Tod in Jerusalem, wohin er mit den ersten Kreuzzüglern geritten war.

## Söhne und Töchter der Gemeinde
- Philippe Albert (* 1967), Fußballspieler
- Léon Degrelle (1906–1994), Führer der belgischen Rexisten und Offizier der Waffen-SS
- Ida von Lothringen (um 1040–1113), Mutter des Gottfried von Bouillon und Heilige der katholischen Kirche
- Madeleine Ozeray (1908–1989), Theater- und Filmschauspielerin

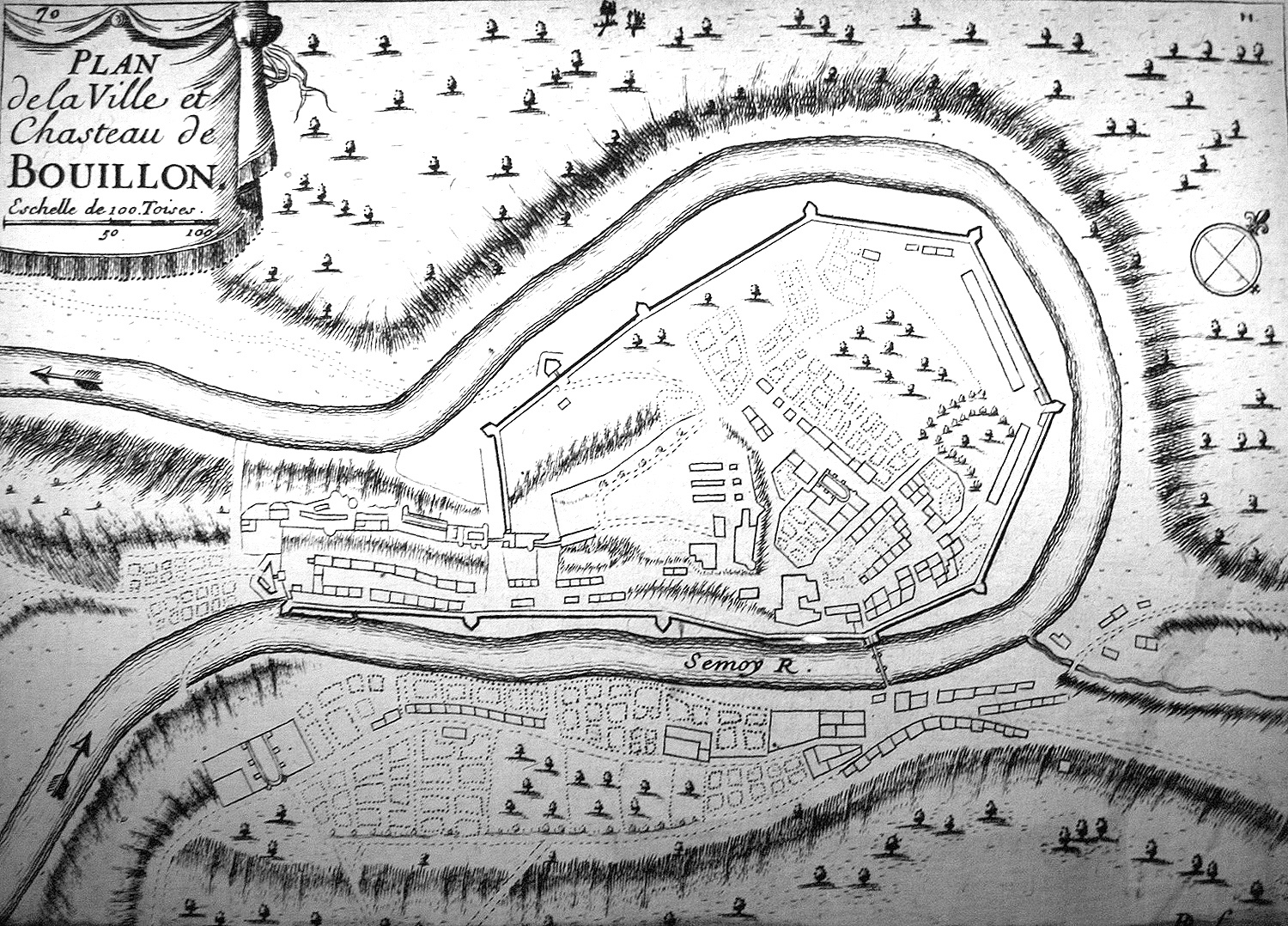
Alte Karte der Stadt und des Schlosses
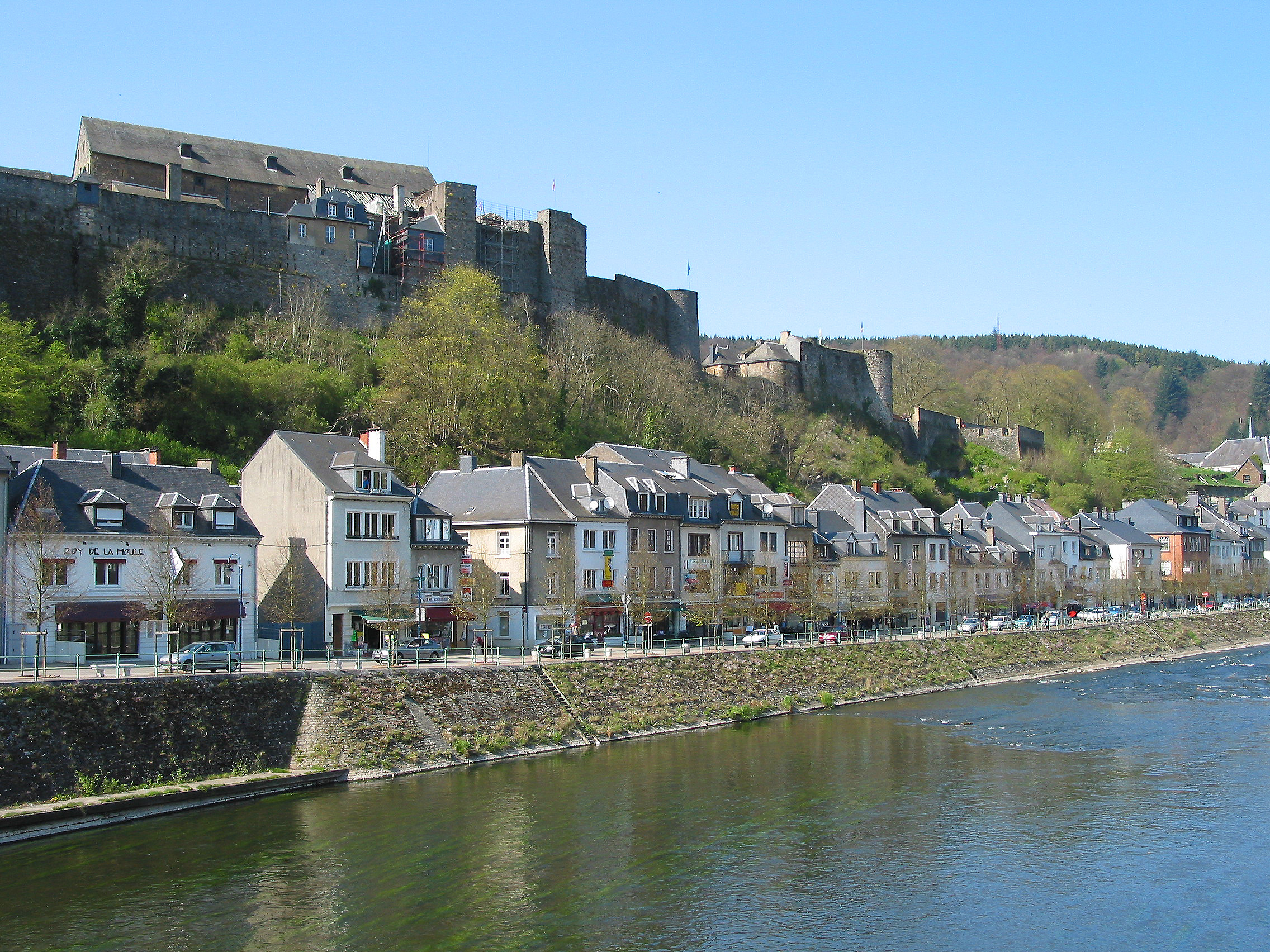
Bouillon an der Semois
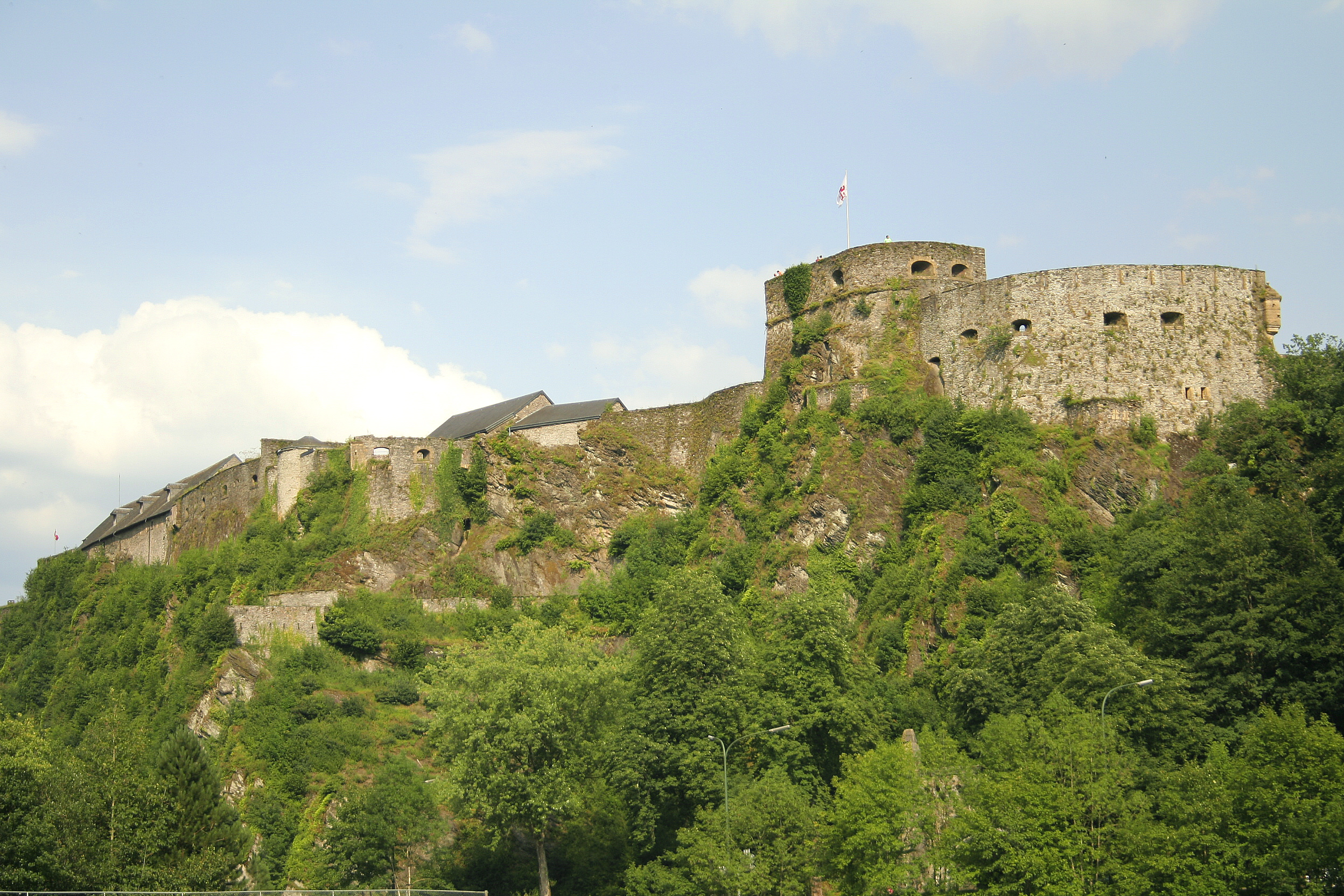
Die Burg Bouillon
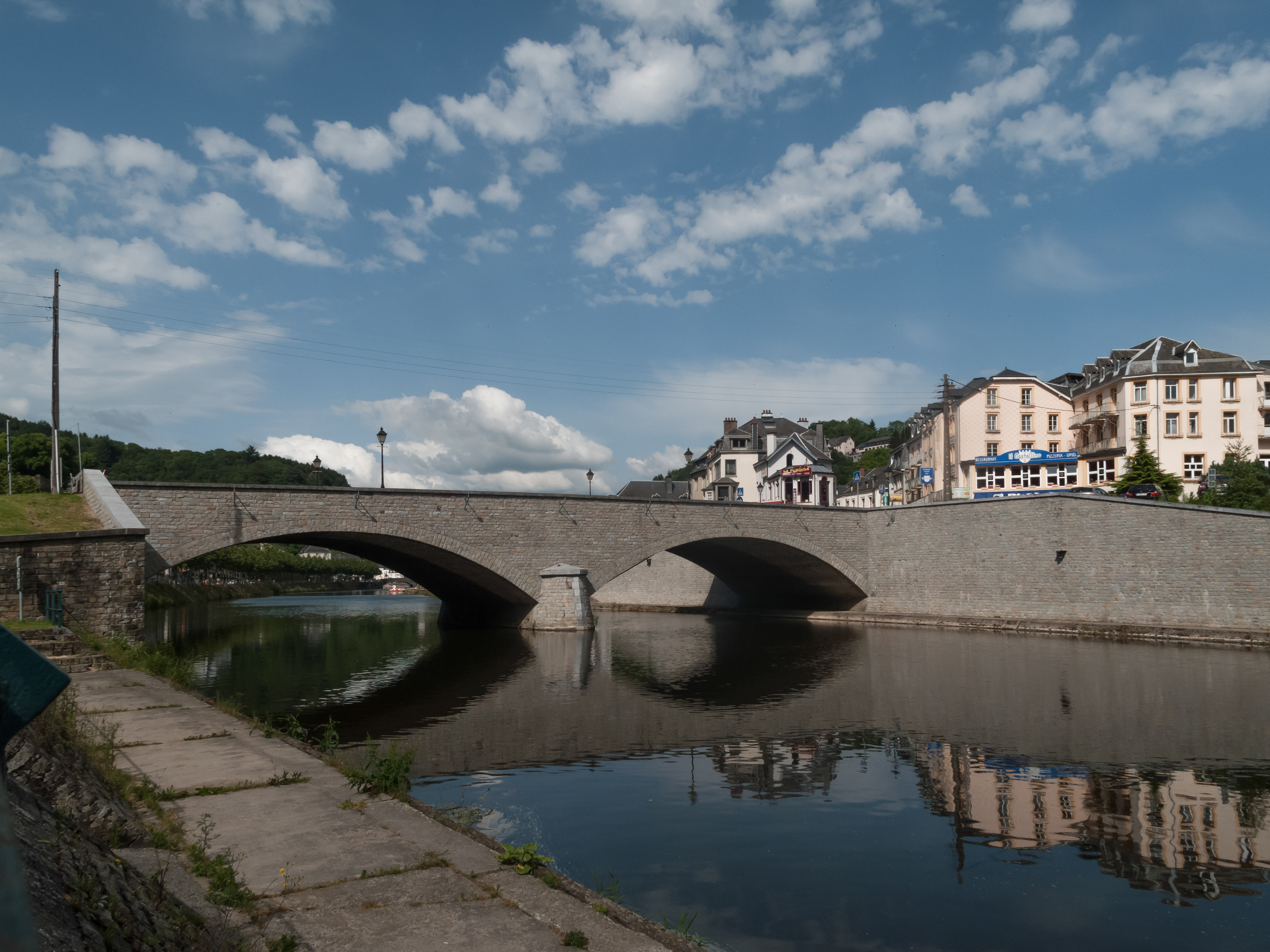
Brücke (Pont de France) über die Semois
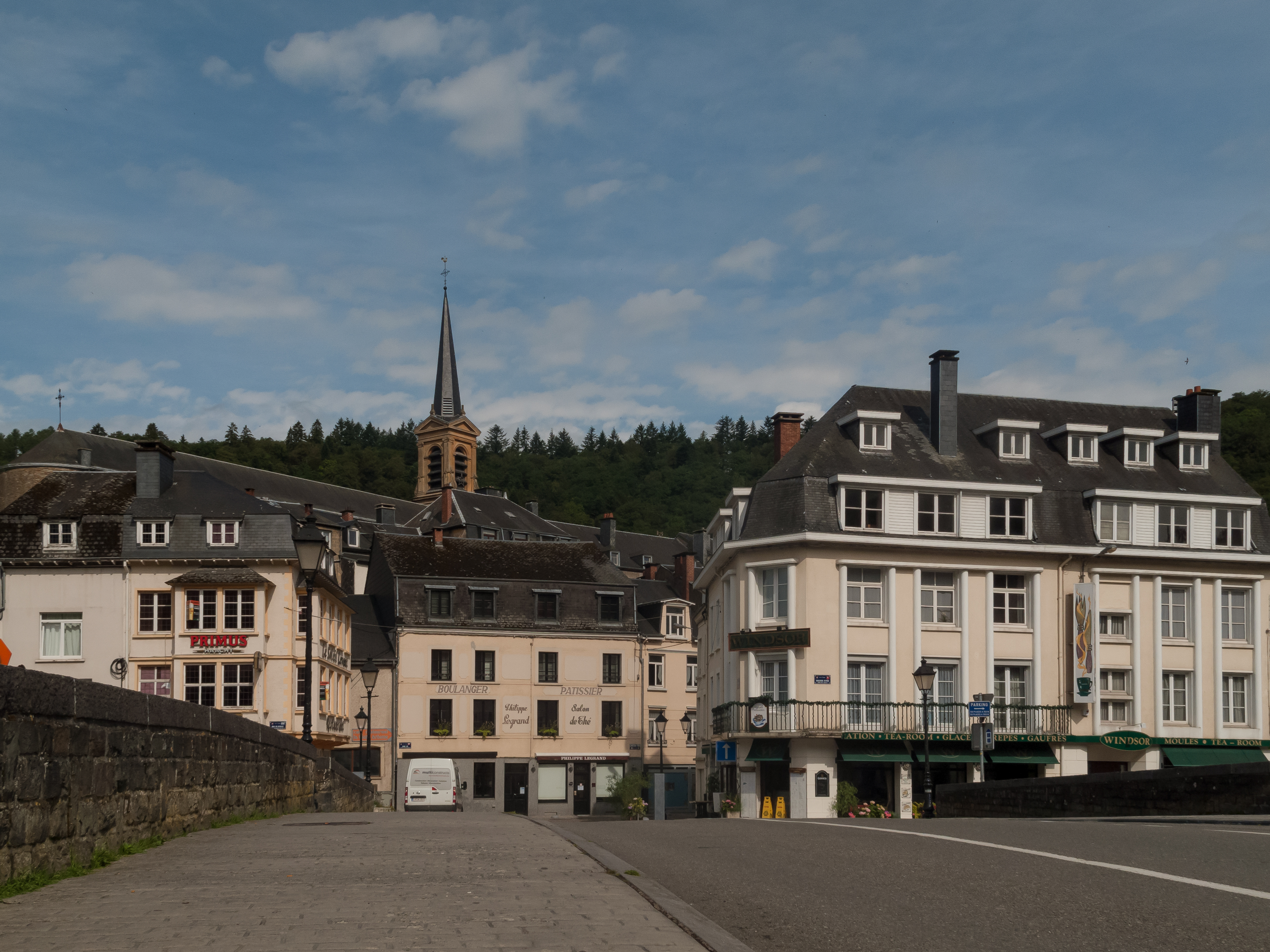
Brücke über die Semois